# حباك بايا
حباك بايا أو الحباك الفلبيني (الاسم العلمي: Ploceus philippinus) نوع من الطيور الصغيرة من فصيلة الحباك، متوطن في بنغلاديش، بوتان، كمبوديا، الصين، الهند، إندونيسيا، لاوس، ماليزيا، بورما، نيبال، باكستان، سنغافورة، سريلانكا، تايلاند وفيتنام.

## معرض صور

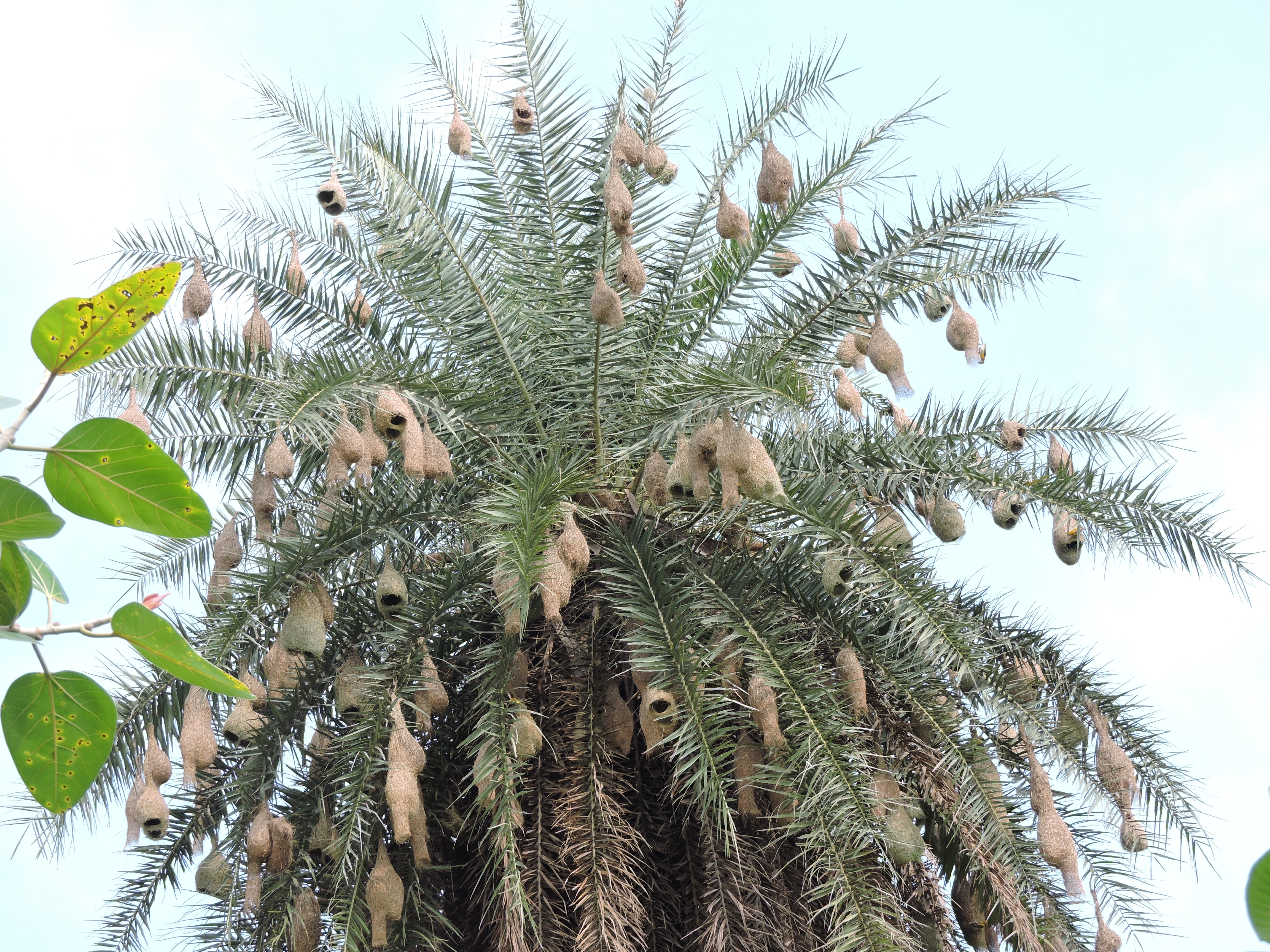
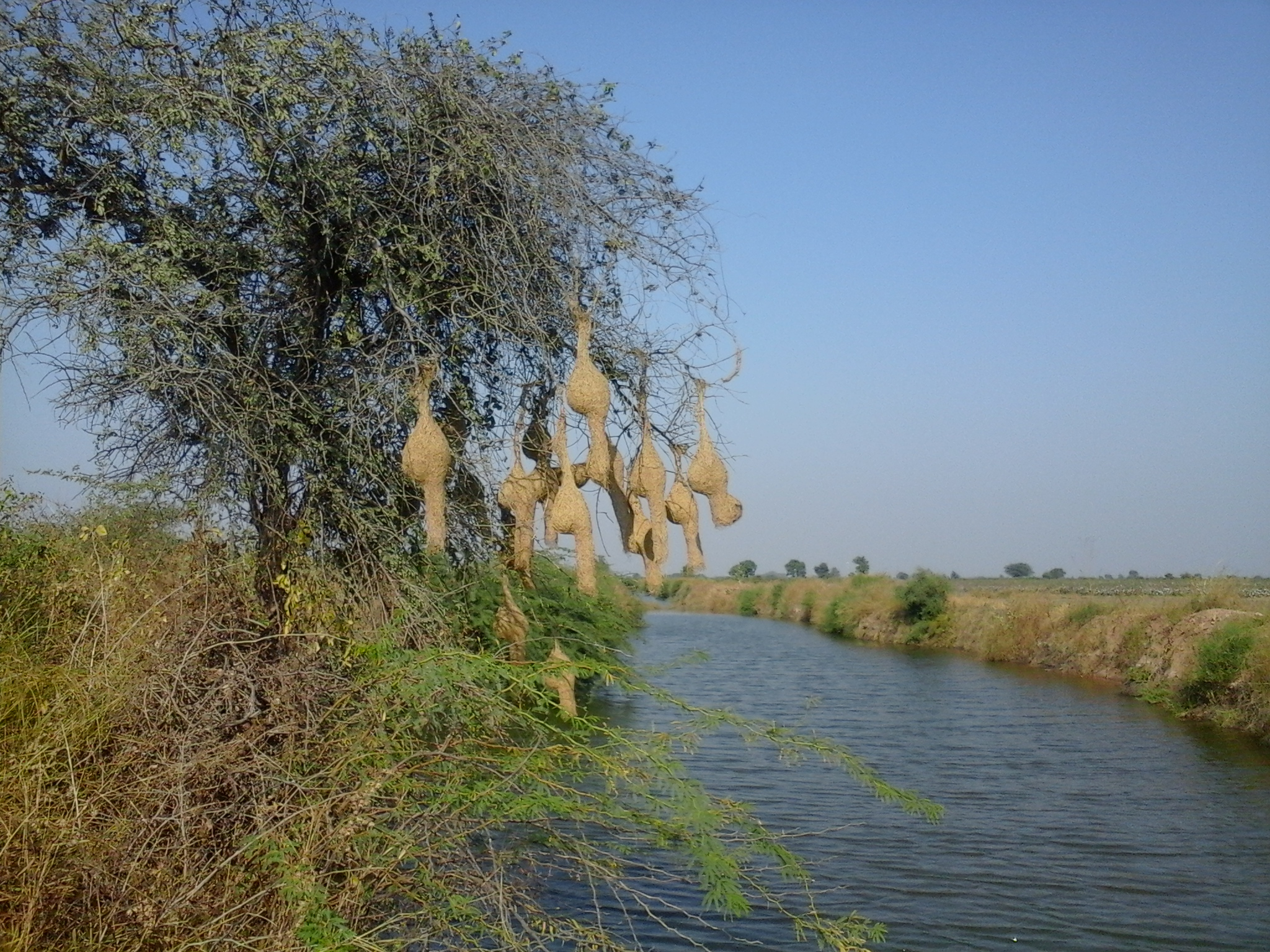
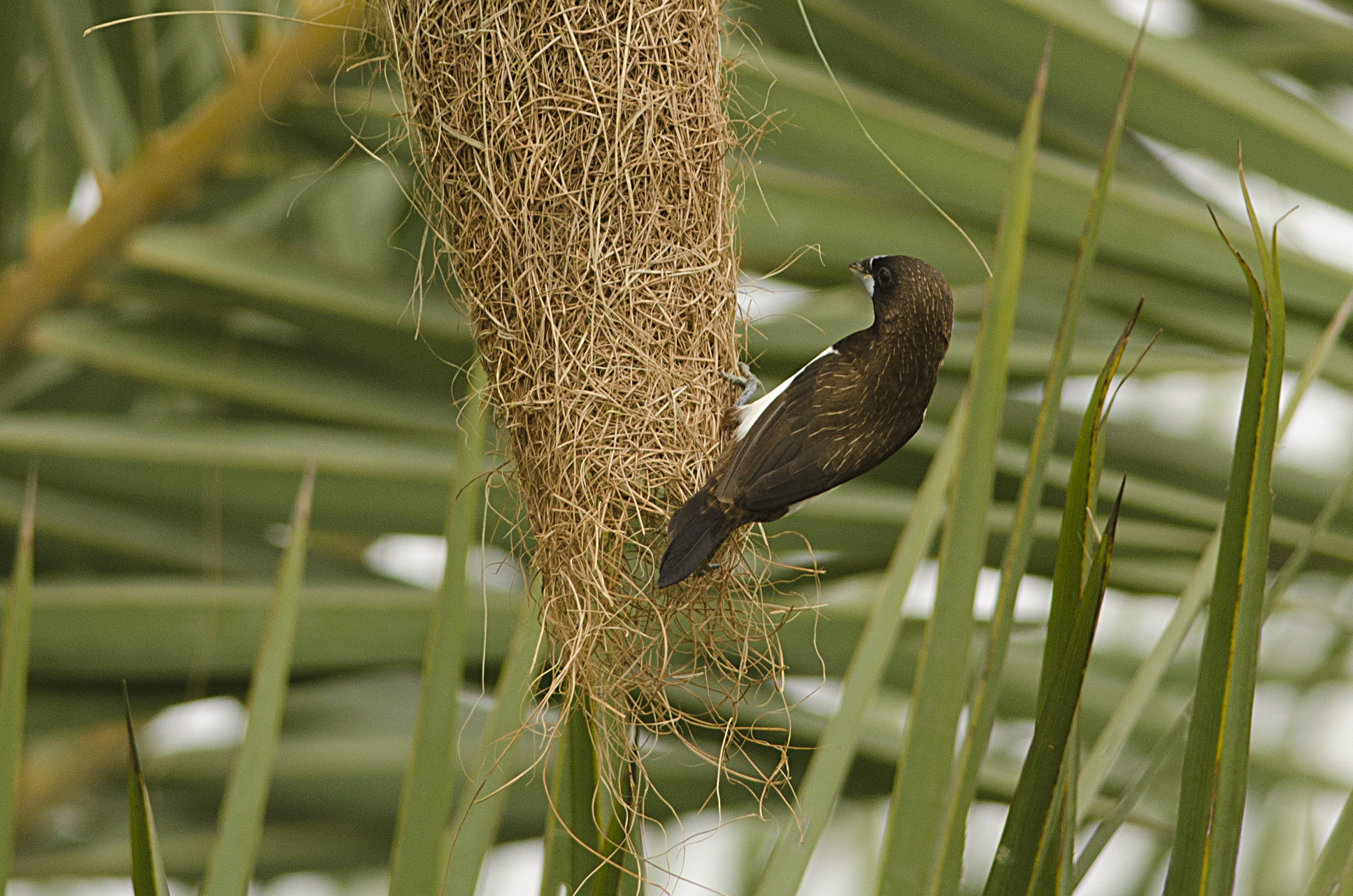
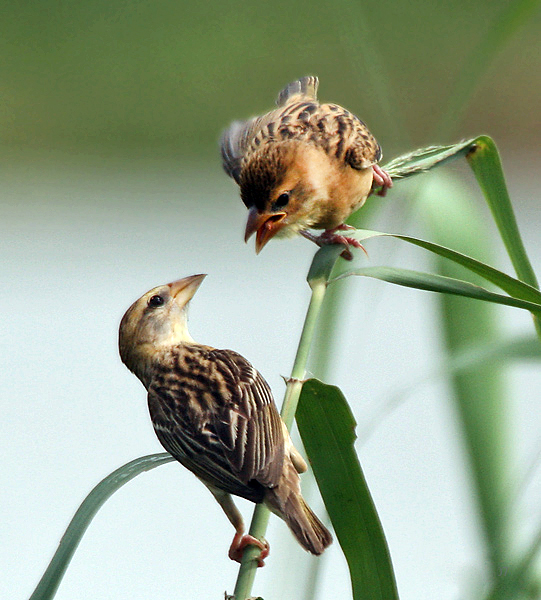
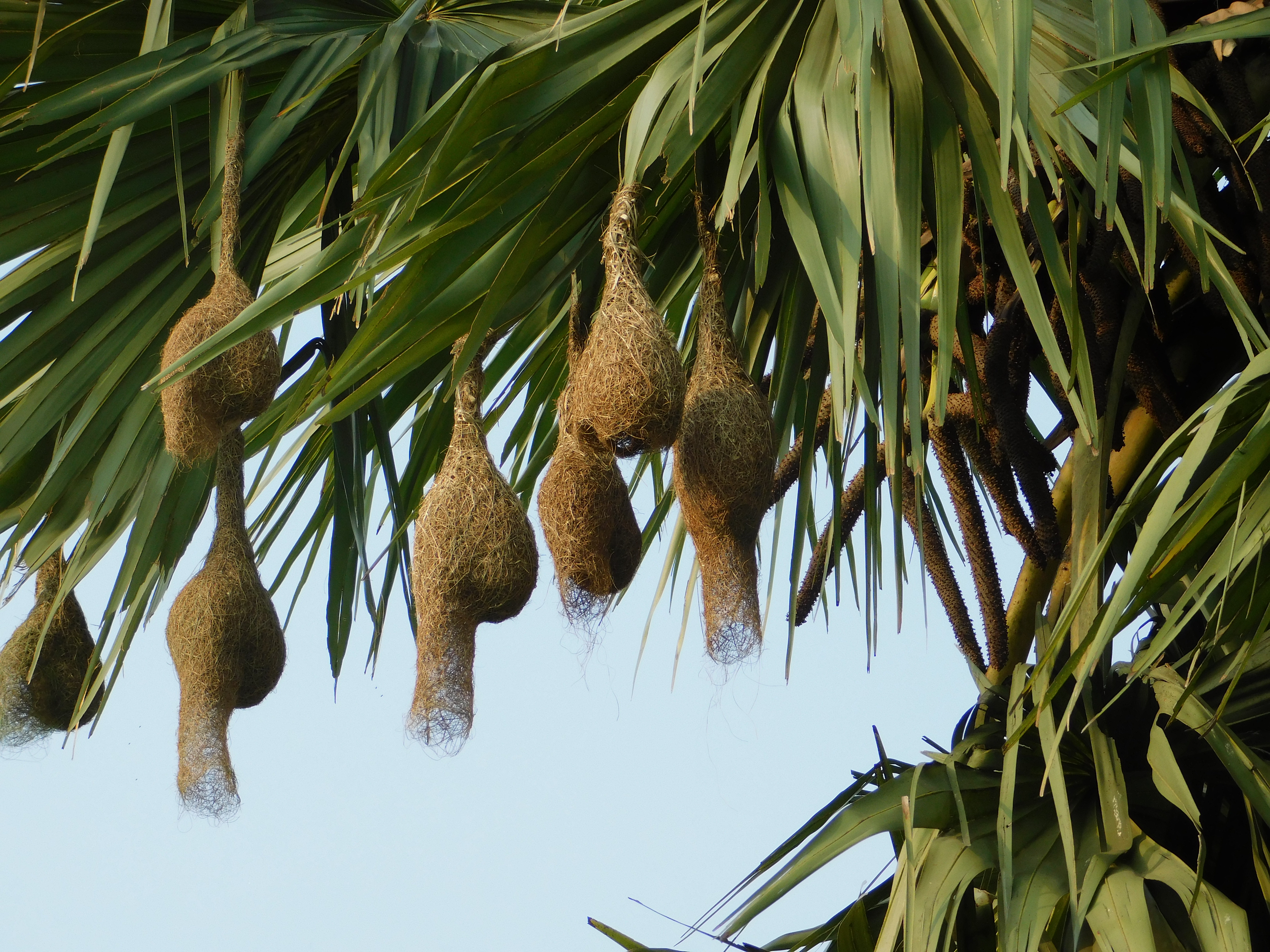
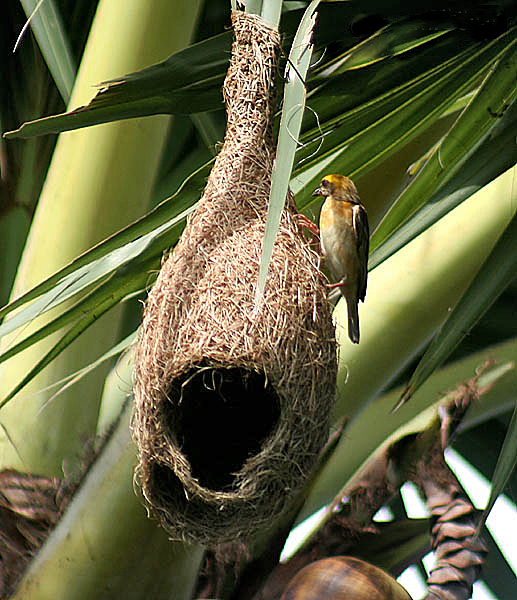